# Chloé Maurel
Pour les articles homonymes, voir Maurel.
Chloé Maurel, née le 14 octobre 1977 à Marseille, est une historienne française.
Agrégée d'histoire et docteur en histoire contemporaine, elle est chercheuse associée à l’IHMC  (CNRS ENS), au CHCSC (université de Versailles-Saint-Quentin-en-Yvelines) et au SIRICE (Paris I - Paris IV). Elle est une spécialiste de l'histoire de l'Organisation des Nations unies et de l'histoire globale.

## Biographie

### Jeunesse et études
Après une terminale au lycée Thiers de Marseille, Chloé Maurel obtient un baccalauréat scientifique, puis elle poursuit ses études à Paris, à l'École normale supérieure de la rue d'Ulm (promotion A/L 1997). Elle est reçue à l'agrégation d'histoire en 2000, puis obtient un DEA en 2001. Elle soutient en 2006 une thèse de doctorat d'histoire contemporaine sous la direction de Pascal Ory sur l'histoire de l'UNESCO de 1945 à 1974,,.

### Parcours professionnel
En 2001, elle est monitrice à l'université de Reims, enseigne à l'université de Paris 1 en 2004, puis à l'université de Grenoble II (2005), dans un collège et un lycée en Seine-Saint-Denis, puis à l'université de Caen (2011), à l'université de Reims puis de nouveau à l'université de Paris 1 et à l'université de Versailles-Saint-Quentin-en-Yvelines.
De 2016 à 2018, elle est professeur d'histoire en khâgne au lycée Louis-le-Grand. Depuis 2013, elle est professeur d’histoire-géographie en section européenne au lycée Charles-de-Gaulle de Rosny-sous-Bois, parallèlement à ses activités de chercheuse.

### Autres activités
Elle organise en 2010 à l'Institut d'histoire moderne et contemporaine (IHMC) un séminaire sur l'histoire mondiale-globale, qui se déroule pendant trois ans, de 2010 à 2013[source insuffisante]
Elle devient membre du comité de rédaction de la revue Cahiers d'histoire. Revue d'histoire critique et de la Revue Tiers Monde tout en étant chercheuse associée à l'Institut d'histoire moderne et contemporaine (IHMC, CNRS/ENS/université Paris 1 Panthéon-Sorbonne), au Centre d'histoire culturelle des sociétés contemporaines (CHCSC) et au laboratoire Identités, relations internationales et civilisations de l'Europe (SIRICE, Paris I/Paris IV), ainsi qu'à l'Institut de relations internationales et stratégiques (IRIS).
En 2018, elle devient rédactrice en chef de la revue Recherches internationales.
En 2019, elle devient membre du Comité d'honneur du MRAP [source insuffisante](mouvement contre le racisme et pour l'amitié des peuples).
En 2020, elle fait partie du Comité fondateur du "Prix Lycéen du Livre d'Histoire", créé cette année-là en partenariat avec les Rendez-vous de l'Histoire de Blois.
En 2022, elle est membre du jury national du concours national de la Résistance et de la Déportation (CNRD).
En 2024, elle devient membre du Jury du concours d'entrée à l'INSP (ex-ENA).
Elle est une spécialiste de l'histoire de l'Organisation des Nations unies et de l'UNESCO.

## Publications
- La Chine et le monde, 2008, Éditions Studyrama, Paris.
- Géopolitique des impérialismes, 2009, Éditions Studyrama, Paris.
- Dossiers d’histoire des relations internationales au XXe siècle, Éditions Ellipses, collection « Optimum », Paris.
- Histoire de l'Unesco : Les trente premières années : 1945-1974, 2010, Éditions L'Harmattan, Paris (préface de Pascal Ory)[15].
- Che Guevara, 25 novembre 2010, Éditions Ellipses, collection « Biographies historiques »[16],[17],[18].
- (dir.) Essais d'histoire globale, Paris, Éditions L'Harmattan, 2013 (préface de Christophe Charle).
- Manuel d'histoire globale, Paris, Armand Colin, collection U, 2014.
- Histoire des idées des Nations unies. L'ONU en 20 notions, Paris, Éditions L'Harmattan, 2015[19],[20].
- Une brève histoire de l'ONU au fil de ses dirigeants, Éditions du croquant, 2017[21].
- Les Grands Discours à l'UNESCO de 1945 à nos jours, Paris, Éditions du croquant, 2021[22],[23].
- Les Grands Discours à l'ONU. De Harry Truman à Greta Thunberg, Paris, Éditions du croquant, 2024 (avec une préface de Pascal Ory, de l'Académie française, et une postface de Jean Ziegler)[24],[25],[26],[27]